# Vicejefatura de Gabinete del Interior
La Vicejefatura de Gabinete del Interior de Argentina es un organismo dependiente de la Jefatura de Gabinete de Ministros, encargado de asistir al presidente y al jefe de Gabinete en todos los aspectos relacionados con el gobierno interno y el cumplimiento de los principios constitucionales, garantizando el sistema republicano, representativo y federal. 
Los organismos dependientes de la vicejefatura son el Registro Nacional de las Personas, la Dirección Nacional de Migraciones, la Administración de Parques Nacionales, el Instituto Nacional de Promoción Turística, la Comisión Nacional Antidopaje y el Ente Nacional de Alto Rendimiento Deportivo.

## Competencias
De acuerdo a la ley N.º 22 520, las competencias del entonces Ministerio del Interior, ahora heredadas a la Vicejefatura del Interior, incluyen «asistir al Presidente de la Nación y al Jefe de Gabinete de Ministros, en orden a sus competencias, en todo lo inherente al gobierno político interno y al ejercicio pleno de los principios y garantías constitucionales, asegurando y preservando el régimen republicano, representativo y federal…»

## Estructura
La Vicejefatura del Interior se organiza de la siguiente forma:
- Unidad Gabinete de Asesores
- Secretaría de Coordinación Administrativa
  - Subsecretaría Legal
  - Subsecretaría de Gestión Administrativa
- Secretaría de Provincias y Municipios
  - Subsecretaría de Relaciones con las Provincias
  - Subsecretaría de Relaciones con los Municipios
- Secretaría de Interior
  - Subsecretaría de Interior
  - Subsecretaría de Asuntos Políticos
  - Dirección Nacional de Migraciones
  - Registro Nacional de las Personas
  - Dirección Nacional de Asuntos Técnicos de Frontera
  - Archivo General de la Nación
- Secretaría de Turismo, Ambiente y Deportes
  - Subsecretaría de Turismo
  - Subsecretaría de Ambiente
  - Subsecretaría de Deportes
  - Instituto Nacional de Promoción Turística
  - Comisión Nacional Antidopaje
  - Ente Nacional de Alto Rendimiento Deportivo
  - Administración de Parques Nacionales

## Historia
Durante la presidencia de Javier Milei, tras la renuncia del jefe de Gabinete, Nicolás Posse, el 4 de junio de 2024, a través del decreto 484/2024 se unificó al Ministerio del Interior con la Jefatura de Gabinete de Ministros, pasando a convertirse en una Vicejefatura.El por entonces ministro del Interior, Guillermo Francos, asumió como jefe de Gabinete y el secretario del Interior, Lisandro Catalán, asumió como vicejefe del nuevo organismo.

## Sede ministerial
La Vicejefatura del Interior ocupa actualmente un conjunto de varios edificios que fue adquiriendo progresivamente, en la manzana delimitada por la Avenida Leandro N. Alem, la calle Teniente General Juan Domingo Perón y la 25 de Mayo, en la zona de Buenos Aires conocida como "el bajo", por la presencia de la fuerte barranca formada por el Río de la Plata.
El edificio principal tiene entrada por la calle 25 de Mayo 101, y fue proyectado por los arquitectos Eustace Laurison Conder y Roger Thomas Conder para alojar la sede administrativa del Ferrocarril Central Argentino. Fue inaugurado en el año 1901, y posee un estilo academicista que marca la influencia británica en su cúpula y el reloj que la adorna, así como en su severidad y solemnidad.
Vecino es el edificio concebido como casa matriz del Banco Germánico de la América del Sur por el arquitecto Ernesto Sackmann. En él funcionó durante años el Banco Nacional de Desarrollo, hasta su desaparición en 1993. Vecino, en 25 de Mayo 179, está el Edificio Romaguera, proyectado por los arquitectos Robert Prentice y Louis Faure Dujarric alrededor de 1910, también propiedad actualmente de la Vicejefatura.
Alejada de este conjunto compacto, otra sede de la Vicejefatura del Interior funciona en el edificio de Avenida de Mayo 758, proyectado por Carlos Nordmann para Manuel Quemada, en 1911. El Registro Nacional de las Personas, que depende de la Vicejefatura del Interior, ocupa el edificio llamado Pasaje La Franco Argentina, en Diagonal Norte 671 (arquitecto Vicente Colmegna).
La Dirección Nacional Electoral (DINE), organismo dependiente de la Vicejefatura de Interior que tiene a su cargo la organización logística de los procesos electorales nacionales en la Argentina, tiene por su parte su sede central desde 2015 en Gascón 352, en el barrio de Almagro. 